# Velika džamija u Đeneu
Velika džamija u Đeneu (fr. Grande mosquée de Djenné, arap. الجامع الكبير في جينيه) velika je građevina od čerpića koju mnogi arhitekti smatraju da je jedno od najvećih ostvarenja sudansko-sahelskog arhitektonskog stila. Ova džamija se nalazi u gradu Đene, Mali, na poplavnoj ravnici reke Bani. Prva džamija na tom mestu sagrađena je oko 13. veka, dok sadašnja struktura datira iz 1907. Pored toga što je centar Đenske zajednice, ona je jedna od najpoznatijih znamenitosti u Africi. Zajedno sa „Starim gradovima Đene“, Unesko joj je dodelio status lokacije svetske baštine 1988. godine.

## Istorija

### Prva džamija
Stvarni datum izgradnje prve džamije u Đeneu nije poznat, mada su predloženi rani datumi poput 1200. i 1330. Najraniji dokument koji spominje ovu džamiju je Abd el-Sadijev Tarik el-Sudan koji daje ranu istoriju, verovatno iz usmene tradicije kakva je postojala sredinom sedamnaestog veka. Tarik navodi da je sultan Kunburu postao musliman i da je naložio da se njegova palata sruši, i lokalitet pretvori u džamiju. On je sebi sagradio drugu palatu u blizini džamije na istočnoj strani. Njegov neposredni naslednik sagradio je kule džamije, dok je sledeći sultan sagradio okolni zid.

### Džamija Seku Amadu
Deset godina pre posete Renea Kaijea, fulanski vođa Seku Amadu pokrenuo je svoj džihad i osvojio grad. Smatra se da Seku Amadu nije gotivio postojeću džamiju i dozvolio joj da propadne. To je zgrada koju je Kaije video. Seku Amadu je takođe zatvorio sve male džamije u susedstvu. Između 1834. i 1836. godine, Seku Amadu je sagradio novu džamiju istočno od postojeće džamije na mestu nekadašnje palate. Nova džamija bila je velika, niska zgrada u kojoj nije bilo kula, ni ukrasa. Francuske snage predvođene Lujem Aršinarom zauzele su Đene u aprilu 1893. Ubrzo nakon toga je francuski novinar Feliks Dubva posetio grad i opisao ruševine prvobitne džamije. U vreme njegove posete unutrašnjost porušene džamije koristila se kao groblje. U svojoj knjizi Tombouctou la Mystérieuse (Misteriozni Timbuktu) iz 1897. godine, Dubva pruža plan i crtež, svoje vizije izgleda džamije pre nego što je napuštena.

### Sadašnja džamija
Godine 1906, francuska administracija je u gradu organizovala obnovu prvobitne džamije i istovremeno izgradnju škole na mestu džamije Seku Amadu. Obnova je završena 1907. prisilnim radom pod upravom Ismaila Traora, poglavara Đenskog zidarskog ceha. Sudeći po fotografijama iz tog vremena, izgleda da je položaj barem nekih spoljnih zidova pratio položaj prvobitne džamije, ali nije jasno da li su stubovi koji podžavaju krov zadržani u prethodnom rasporedu. Ono što je gotovo sigurno bilo novo u obnovljenoj džamiji je simetrično uređenje tri velike kule u zidu kible. Raspravljalo se u kojoj je meri dizajn obnovljene džamije bio podložan francuskom uticaju.
Dubva je ponovo posetio Đene 1910. godine i bio je šokiran novom zgradom. Smatrao je da je za dizajn odgovorna francuska kolonijalna administracija i napisao je da izgleda kao mešavina ježa i crkvenih orgulja. On je smatrao je da kupe čine da zgrada podseća na barokni hram posvećen bogu supozitora. Suprotno tome, Žan-Luj Buržoa tvrdi da su Francuzi imali malo uticaja, osim možda na unutrašnje lukove i da je dizajn „u osnovi afrički“.

## 3D documentacija sa laser-skaniranjem
3D dokumentacija Đene džamije je sprovodena 2005. godine korišćenjem laserskog skeniranja terena. Ovo je bio deo Zamani projekta koji ima za cilj da trodimenzionalno snimi lokalitete kulturne baštine i da ih na taj način evidentira za buduće generacije.

## Literatura
- Bedaux, R.; Diaby, B.; Maas, P., ур. (2003), L'architecture de Djenné (Mali): la pérennité d'un Patrimonie Mondial (на језику: French), Leiden: Rijksmuseum, ISBN 90-5349-420-0.
- Bourgeois, Jean-Louis (1987), „The history of the great mosques of Djenné”, African Arts, UCLA James S. Coleman African Studies Center, 20 (3): 54—92, JSTOR 3336477, doi:10.2307/3336477.
- Caillié, René (1830), Travels through Central Africa to Timbuctoo; and across the Great Desert, to Morocco, performed in the years 1824–1828 (2 Volumes), London: Colburn & Bentley. Google Books: Volume 1, Volume 2.
- Dubois, Félix (1896), Timbuctoo: the mysterious, White, Diana (trans.), New York: Longmans.
- Dubois, Félix (1911), Notre beau Niger (на језику: French), Paris: Flammarion.
- Gardi, Bernard; Maas, Pierre; Mommersteeg, Geert (1995), Djenné, il y a cent ans (на језику: French), Amsterdam: Institute Royal des Tropiques, ISBN 90-6832-250-8. Reproduces postcards and photographs dating from the early years of the 20th century.
- Hunwick, John O. (1999), Timbuktu and the Songhay Empire: Al-Sadi's Tarikh al-Sudan down to 1613 and other contemporary documents, Leiden: Brill, ISBN 90-04-11207-3.
- Maas, Pierre; Mommersteeg, Geert, ур. (1992), Djenné: chef-d'oeuvre architectural (на језику: French), Amsterdam: Institut Royal des Tropiques, ISBN 90-6832-228-1.
- Sanogo, Klessigué; Fané, Yamoussa, ур. (2008), Plan de Conservation et de Gestion des " Villes anciennes de Djenné " – Mali, 2008–2012 (на језику: French), République du Mali: Ministère de la Culture du Mali/UNESCO.
- Marchand, Trevor H. J. (2015). „The Djenné Mosque: World Heritage and Social Renewal in a West African Town”. APT Bulletin. 46 (2/3): 4—15. JSTOR 43556448.
- Prussin, Labelle (1968). „The Architecture of Islam in West Africa”. African Arts. UCLA James S. Coleman African Studies Center. 1 (2): 32—74. JSTOR 3334324. doi:10.2307/3334324.
- Schutyser, S.; Dethier, J.; Gruner, D. (2003). Banco, Adobe Mosques of the Inner Niger Delta. Milan: 5 Continents Editions. ISBN 88-7439-051-3.
- Snelder, Raoul (1984).  Hasan-Uddin, Khan, ур. „The Great Mosque at Djenné: Its impact as a model”. MIMAR: Architecture in Development. Singapore: Concept Media. 12: 66—74.
- Informations n° 21, automne 2006: Graves incidents à Djenné le 20 septembre 2006, Djenné Patrimoine, 2006, Архивирано из оригинала 2. 12. 2008. г., Приступљено 14. 3. 2010
- DJENNE : Les travaux de la mosquée provoquent des émeutes, MaliWeb, 2006, Архивирано из оригинала 29. 3. 2008. г., Приступљено 14. 3. 2010
- la rénovation contestée de la mosquée de Djenné : Un homme trouve la mort dans les émeutes, Afribone, 2006, Архивирано из оригинала 22. 7. 2011. г., Приступљено 14. 3. 2010
- Djenné : Une tour de la Mosquée s'effondre, Maliweb, 2009, Архивирано из оригинала 25. 2. 2012. г.; Restoration works continue despite violent storms at the Great Mosque of Djenné, UNESCO World Heritage News Archive, 2009
- Aga Khan Trust for Culture leading reconstruction works in Djennè, Ismaili Mail, Приступљено 21. 2. 2010

## Spoljašnje veze
- Dorsey, James (7. 4. 2015). „Mud and infidels: Djenné, Mali”. San Diego Reader. Приступљено 16. 9. 2020.